# شیرجه در المپیک تابستانی ۱۹۸۰
شیرجه در بازی‌های المپیک تابستانی ۱۹۸۰ نام رویداد ورزش شیرجه در بازی‌های المپیک تابستانی بود که در سال ۱۹۸۰ برگزار شد.

## جدول مدال‌ها
| رتبه | کشور              | طلا | نقره | برنز | مجموع |
| ۱    | اتحاد شوروی (URS) | ۲   | ۲    | ۲    | ۶     |
| ۲    | آلمان شرقی (GDR)  | ۲   | ۱    | ۱    | ۴     |
| ۳    | مکزیک (MEX)       | ۰   | ۱    | ۰    | ۱     |
| ۴    | ایتالیا (ITA)     | ۰   | ۰    | ۱    | ۱     |

## کشورهای شرکت کننده
| - استرالیا (۴) - اتریش (۲) - برزیل (۱) - بلغارستان (۲) - کوبا (۲) - چکسلواکی (۲) - دانمارک (۱) | - جمهوری دومینیکن (۲) - آلمان شرقی (۹) - فرانسه (۱) - بریتانیای کبیر (۶) - مجارستان (۲) - ایتالیا (۱) - کویت (۱) | - مکزیک (۶) - لهستان (۲) - رومانی (۳) - اتحاد شوروی (۱۲) - اسپانیا (۳) - سوئد (۲) - زیمبابوه (۳) |